# زياد القحطاني
زياد عبد المحسن القحطاني (13 نوفمبر 1995) لاعب كرة قدم سعودي يلعب في نادي النجمة.

## مسيرة اللاعب
لعب في نادي الروضة ونادي النجمة.